# سفن (حيوان)
سَفَن و سِيْفن (كما جاء في معجم الحيوان للفريق أمين المعلوف)، وهو نوع من عائلة سمك الراي اللاسع , واسع الانتشار في منطقتي المحيطين الهادئ والهندي وفي بعض الأحيان يدخل مَواطن (بيئات) المياه العذبة.

## الأسماء الإنجليزية
الأسماء الإنجليزية هي: cowtail stingray و banana-tail ray و drab stingray و fantail ray و feathertail stingray و frill tailed sting ray.

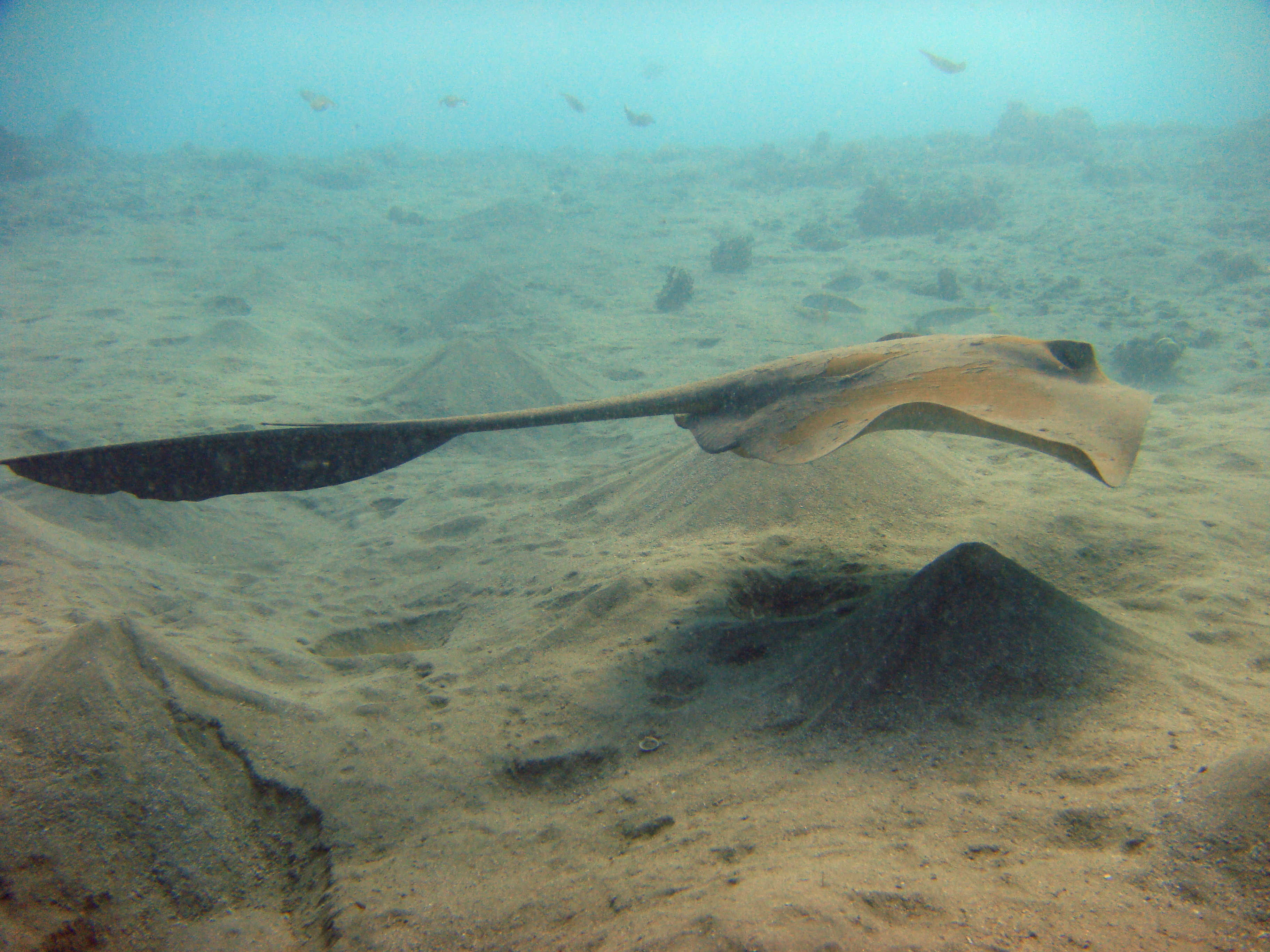
الطية البطنية في ذيل السفن.